# Mix TV
Mix TV foi um canal de televisão por assinatura brasileiro. Presidida por Fernando Di Genio Barbosa, integrava o Grupo Mix de Comunicação (que por sua vez é mantida pelo Grupo Objetivo), composto pela Mix FM e os canais de variedades RBI e a CBI. Com uma proposta de ter um canal de gênero musical voltado ao público jovem, a emissora teve início no dia 21 de janeiro de 2005.
No dia 3 de novembro de 2014, a Mix TV passou a ficar disponível apenas na TV por assinatura. Entrou no lugar do seu canal-irmão SuperMix, que foi descontinuado. O sinal aberto da Mix TV, por sua vez, foi ocupado pela RBI. Suas transmissões foram encerradas no dia 1 de julho de 2017.

## História

### Primeira fase (2005-2014)

Logotipo da Mix TV, usado entre 2005 e 2009.

A emissora foi originada da TV Jovem Pan, canal 16 UHF, fundada em 1991, que teve em sua sociedade os empresários Antônio Augusto Amaral de Carvalho, dono da Rádio Jovem Pan, João Carlos di Gênio dono do curso Objetivo e da UNIP e Hamilton Lucas de Oliveira, dono da IBF. Posteriormente com uma briga entre os sócios, João Carlos di Gênio ficou sozinho com a emissora. Depois de outras parcerias com produtoras, a emissora foi rebatizada com o nome de Mix TV, seguindo a ideia de ser um braço televisivo da emergente Mix FM, surgida em 1995. Até 2009, sua programação era partilhada com os programas de televendas, que seriam mantidos no canal 16 UHF, sendo renomeado posteriormente como Mega TV, para evitar confusão com o público. A emissora também já teve parceria com a Gamecorp entre 2005 e 2006, exibindo alguns programas da produtora até a mesma fechar um novo acordo com o Grupo Bandeirantes de Comunicação para a criação da PlayTV, alugando o espaço da programação da Rede 21.

Logotipo da Mix TV, usado entre 2009 e 2013.

Em 2009, a emissora é transferida para o canal 14 UHF (passando a ter o canal 17 UHF de Brasília como geradora da rede) e começa a expandir sua grade, colocando na programação os programas Hip Hop Mix, Hot Clipes, Baú da Mix, Insight, Banda X Banda, Non Stop, Pendrive, Clipe e Letra, Plantão Mix TV, Max Fashion Mix, Insônia e No Break, tendo grande parte desses programas também exibidos na Mix FM. Nesse período, a emissora passaria a ser totalmente voltada ao segmento musical. No mesmo ano, a emissora contrata novos VJ's. A primeira foi Jullie, que substitui Bel Mouta no Plantão Mix TV. Assim, Bel passou a apresentar o Banda X Banda. O segundo VJ foi, Xis, que começou a apresentar o Hip Hop Mix. O terceiro foi Max Fivelinha, que começou a apresentar semanalmente o Max Fashion Mix, e a quarta VJ foi Fernanda Mello, que começou a apresentar o Insight. No dia 19 de outubro, a Mix TV, implementou uma ampliação em sua grade de programação, inserindo sete horas adicionais de conteúdo. Esta expansão incluiu a estreia de novos programas como Boarding Pass, Cine Mix e Playr 2, abrangendo segmentos dedicados à música, esportes radicais, cinema e games. Com estas modificações, o canal passou a disponibilizar 12 horas diárias de programação voltada para música, incluindo videoclipes e entrevistas.
Mas como a Mix TV começou a criar uma nova fase, a partir de abril de 2011 parte desses VJ foram demitidos, entre eles: Jullie, que comandava o Plantão Mix TV, Max Fivelinha, que apresentava o Max Fashion Mix e a Fernanda Mello, que deixou o Insight. Ambos desses programas não são mais exibidos pela emissora, a não ser o Plantão Mix TV, que agora passou a se chamar Plantão Mix. Nessa nova fase, Cris Lobo passou a ser a diretora de programação e produção. Nesse período, a emissora passa a diversificar a sua programação, indo além da música, estreando atrações como Comando, Jam, Dose Tripla, Baú da Mix 90 e 80, Mix Nacional, Pegada e Piadaria.
Em 2012, surgiram os programas Brothers na Gringa, Top Web, Sex N'Roll, Repaginada, Pop Up, Simulado, Surf Road, Top Nacional, Mix Ao Vivo na Praia, Maré do Som e Trip TV, sendo esse uma parceria com a revista Trip e TPM. Exibiu também sua única série estrangeira, o Coming of Age. Passaram por essa fase, a atriz Karina Bacchi, o cantor Supla e seu irmão João Suplicy. Nesse período também, a emissora passou a exibir a sua programação regular de 13h ás 2h, enquanto que o restante do horário é ocupado pela Igreja Mundial do Poder de Deus, causando assim a mudança de horário e extinção de alguns programas. O acordo só durou alguns meses, já que o espaço ocupado pela igreja foi tomado por videoclipes e televendas.
Em 2013, a emissora estreou os programas Zica, Não Salvo na Mix, Parada Mix, Se Vira com Rafa, No Rolê, Mix Diário (que substitui o Plantão Mix, virando assim o carro chef do canal até sua extinção) e Mix Cover. Essa fase também ficou marcada pela presença dos vloggers famosos Kéfera Buchmann e Cid. No mesmo ano, lançou sua nova identidade visual.
Em 2014, a emissora passou a exibir videoclipes na sua programação em uma atração intitulada Faixa de Clipes, que na verdade era um programa sem nome definido, onde só eram exibidos apenas as vinhetas da emissora e os clipes de diversos cantores. A atração também era exibida no sinal disponível no site enquanto eram exibidos infomerciais em seu sinal na TV aberta. Relançou também o Top Mix e lançou o programa Rota Mix. Em agosto a emissora vendeu 12 horas da programação para a Igreja Apostólica Plenitude do Trono de Deus. Segundo as fontes, a emissora poderia vender mais 10 horas a grade para igreja, o que foi negado pelo canal, dando início aos boatos de extinção, o que ocorreria em 2017.
Devido aos altos custos para se manter no ar e com uma programação reduzida, iniciando ás 15h e encerrando ás 0h, com o sinal alternativo na internet exibindo videoclipes nesse período, enquanto a grade de programação era tomada por infomerciais e telecultos, é anunciado que a emissora seria migrada para a televisão por assinatura, substituindo o SuperMix (que era um canal alternativo 100% voltado a exibição de clipes em faixas extintas da Mix TV, apesar de possuir um único programa próprio, o SuperMix Especial) a partir de 3 de novembro. Com a mudança ocorrendo nesta data, a programação da emissora ainda era exibida na RBI TV, mas sem apresentar a sua marca d'água, ficando assim até o dia 31 de dezembro. Como uma forma de atrair público, o canal intensificou as chamadas da migração. Durante esse período, seu sinal na televisão por assinatura que era do SuperMix, exibia apenas reprises dos programas do canal da semana anterior, mas manteve as faixas musicais Hot Mix e Insônia, que reestreavam na emissora.

### Segunda fase (2015-2017)
No dia 1º de janeiro de 2015, a emissora passou a ser transmitida definitivamente na televisão por assinatura. Seu sinal na TV Aberta foi ocupado por concessionários e atrações ligadas a Universidade Paulista (UNIP). Os programas que ainda eram exibidos foram migrados para o novo sinal, voltando a ser inéditos no dia 12 do mesmo mês. Em março, a emissora estreia os programas Papo de Volante, Coisa de Menina, Look do Dia e YouMix. Em outubro, exibe o reality Eu na Mix, visando selecionar o novo nome do canal, sendo escolhido o influencer Felipe Gaia. Também já passaram pelo programa a atual repórter do Fofocalizando e filha de Roberto Cabrini, Gabriela Cabrini, que chegou a ser uma das finalistas. Em outubro, relançou o programa Simulado.
Em 2016, sem apresentar muitas novidades e dispensando os boatos de extinção após uma demissão coletiva, a emissora lançou em julho o programa Vírgula.mix. Também relançou os programas SuperMix e Mix Nacional.

### Crise e extinção
Enquanto migrou para a TV por assinatura, a Mix TV enfrentou vários problemas para se manter no ar. O primeiro deles era a baixa cobertura do canal em território nacional, já que desde então, em sua existência na TV aberta, a emissora tinha um grande alcance, estando disponível em quase todos os estados brasileiros, nas parabólicas e em todas as operadoras de TV por assinatura em razão de permanecer entre os canais obrigatórios de acordo com a lei da Ancine. Com a migração total para o sinal fechado substituindo o SuperMix, a Mix perdeu grande parte do sinal em todo o território nacional, ficando disponível somente na Sky Brasil, na Oi TV e em algumas operadoras pequenas de televisão a cabo, além de algumas frequências no satélite Star One. A Mix já esteve disponível pela NET (atual Claro TV+) para as cidades de São Paulo e Brasília durante um período entre os dias 15 de janeiro e 30 de outubro de 2015. Em julho de 2016, com a nova programação, houve uma tentativa de trazer o sinal de volta para a NET e também para outras operadoras como a Vivo TV, que ainda não possuíam a Mix, com pressões dos telespectadores através das redes sociais e outros canais de contato, mas sem sucesso. Outro problema que a Mix enfrentava era a baixa cota de patrocínio, já que desde então, o canal exibia apenas propagandas da Universidade Paulista e campanhas do Greenpeace Brasil. A Mix também já chegou a ter o patrocínio da PepsiCo, mas por pouco tempo. Além disso, a programação também era alvo de críticas, já que era muito composta de reprises e videoclipes, que eram exibidos em loop em variadas faixas. Desde então, alguns boatos sobre o seu possível fim começaram a ser especulados na internet, mas começaram a ganhar força a partir de fevereiro de 2016, quando a Mix demitiu toda a sua equipe técnica e seus apresentadores, deixando apenas Caco de Castro e Felipe Gaia. Vários programas tiveram suas exibições canceladas e foram substituídas por reprises. Também se especulava que a Mix passaria a vender toda a sua programação para igrejas evangélicas, o que foi negado pela emissora. O canal chegou a vender alguns de seus horários para o canal de jóias Mil e Uma Noites (já exibido no SuperMix, seu antecessor na TV fechada) mas por um curto período, quando foi substituído pelos games da produtora G2P. Em abril de 2016, os programas Mix Diário, Top Mix e No Break voltaram a ser gravados, mas tendo o revezamento entre Caco de Castro e Felipe Gaia nas atrações.
Em abril de 2017, a Mix dispensa a equipe do programa Vírgula.Mix e os seus 4 apresentadores. Em maio, é anunciado o encerramento das atividades, que deveria ocorrer em 17 de junho, segundo um comunicado da operadora CaboTelecom. Porém em junho, as operadoras Sky Brasil e Oi TV anunciaram a saída para o dia 1 de julho. Nesse último período que permaneceu no ar, foram exibidos apenas reprises e videoclipes.
Na meia noite do dia 1º de julho, as transmissões foram encerradas em definitivo. O último programa exibido pela Mix TV foi uma reprise do Club Mix. Em seguida, foram exibidas as tradicionais vinhetas, além de algumas publicidades e chamadas que eram exibidas diariamente na emissora. Logo após uma propaganda do grupo Social Mix, o sinal foi interrompido. Em algumas operadoras foi exibida uma imagem com o logotipo do canal congelado ao som da música Starboy, de The Weeknd, e em seguida uma tela preta. Já na Sky o canal foi substituido pelo Fish TV, na Oi TV foi substituído pelo Prime Box Brazil e na CaboTelecom foi substituído pelo Climatempo.

### Suposto retorno (2018)
Na madrugada de 16 para 17 de fevereiro de 2018, a RBI TV deixava de exibir os cultos da Igreja Apostólica Plenitude do Trono de Deus após quase quatro anos devido ao atraso no pagamento pelo arrendamento de horário. Os cultos foram substituídos por videoclipes e alguns programas da UNIP. No entanto, as vinhetas da emissora acabaram indo ao ar, dando uma falsa sensação de volta do canal, o que na verdade foi uma exibição de material gravado.

## Álbuns Clássicos
Desde 2012 o Grupo MIX produziu e exibiu o projeto Álbuns Clássicos. No projeto, uma banda toca o principal disco de sua carreira do início ao fim.
Já tocaram no MIX AO VIVO - Álbuns Clássicos:

### 2012
- O Rappa - Lado B Lado A
- Os Paralamas do Sucesso - Selvagem?
- Ultraje a Rigor - Nós Vamos Invadir Sua Praia
- Titãs - Cabeça Dinossauro
- RPM - Rádio Pirata
- Skank - Calango

### 2013
- Cidade Negra - Sobre Todas as Forças
- CPM 22 - Chegou a Hora de Recomeçar
- Planet Hemp - Usuário
- Jota Quest  -  De Volta ao Planeta
- Engenheiros do Hawaii por Humberto Gessinger - A Revolta dos Dândis
- Capital Inicial - Capital Inicial

## Apresentadores
- Barbara Thomaz (2006-2008)
- Jullie (2009-2010)
- Karen Jonz (2011-2012)
- Karina Bacchi (2012-2013)
- Kéfera Buchmann (2013)
- Luciano Amaral (2005-2006)
- Luiza Gottschalk (2005-2006)
- Marcela Leal (2011-2012)
- Marina Santa Helena (2011-2016)
- Maryeva Oliveira (2005-2013)
- Max Fivelinha (2009-2011)
- Paulo Miklos (2011-2013)
- Rafa Brites (2011-2013)
- Xis (2009-2013)